# دیگنیتاس
دیگنیتاس نام سازمانی در سوئیس است متشکل از پرستاران و پزشکان مستقل سوئیسی است که به آن دسته از افرادی که بیماری های لاعلاج فیزیکی و روحی روانی داشته باشند، کمک می‌کند تا خود را از بین ببرند.
ملاک بیماری لاعلاج این است که منجر به مرگ طی چند ماه شود یا درد غیرقابل تحمل به همراه داشته باشد. این سازمان در کشور سوئیس به افرادی که بیماری لاعلاج دارند با اجازهٔ پزشک، طبق رای دادگاه کمک می‌کند تا توسط خودکشی کمکی به زندگی خود پایان دهند.
در پایان سال 2020 میلادی ، آنها خانه ها و واحد هایی در سوئیس که در نزدیکی زوریخ قرار داشت را به منظور خودکشی در خانه برای 3,248 انسان مهیا کردند 

## تاریخ تاسیس
دیگنیتاس در سال 17 مه 1998 میلادی توسط یک وکیل سوئیسی متخصص حقوق بشر به نام لودویگ مینلی ( Ludwig Minelli ) تأسیس شد.
قوانین سوئیس تصریح می کند که کمک به خودکشی تا زمانی که با انگیزه های خودخواهانه انجام نشود قانونی است.
مدرک قابل قبول قانونی مبنی بر اینکه فرد مایل به مرگ است نیز در قالب یک شهادت نامه امضا شده توسط شاهدان مستقل ایجاد می شود.
اگر بیمار از نظر جسمی قادر به امضای سند نباشد، فیلم کوتاهی از بیمار تهیه می‌شود که در آن از او خواسته می‌شود هویت خود را تأیید کند، که می‌خواهد بمیرد، و اینکه تصمیم او خواسته خود بوده و بدون متقاعدسازی و اجبار صورت گرفته شده است.
همه‌پرسی
طی دو همه‌پرسی در تاریخ 15 مه 2011 میلادی ، رای‌دهندگان در کانتون زوریخ با اکثریت قاطع درخواست‌ها برای غیرقانونی کردن این عمل و ممنوعیت کمک به خودکشی برای افراد مقیم یا غیر مقیم را رد شده اعلام کردند.  طرح ممنوعیت در کمک به خودکشی توسط بیش از 278,000 نفر از رای‌دهندگان رد شد و طرح غیرقانونی کردن آن برای افراد غیرمقیم توسط 78 درصد رد شد.